# Guido Magnaguagno
Guido Magnaguagno (* 21. Februar 1946 in St. Gallen) ist ein Schweizer Kunsthistoriker und Kurator.

## Leben
Guido Magnaguagno wurde in St. Gallen geboren. Von 1980 bis 2000 war er Kurator im Kunsthaus Zürich und wurde 1987 Vizedirektor. In dieser Zeit organisierte er Ausstellungen zum Dadaismus und zur Fotografikgeschichte, weiter folgten Ausstellungen bekannter klassischer Künstler wie Munch, Ensor, Hodler oder Segantini. 2001 bis 2009 war Magnaguagno Direktor am Museum Tinguely in Basel, wo er unter anderem eine Ausstellung zu den Künstlern des Nouveau Réalisme organisierte, sowie Ausstellungen zu Duchamp, Schwitters und Max Ernst. Seit seiner Pensionierung ist Magnaguagno freischaffender Kurator und organisierte Ausstellungen zum Surrealismus im Palazzo Strozzi in Florenz sowie eine Segantini-Ausstellung in der Fondation Beyeler. Er kuratiert zudem Ausstellungen zeitgenössischer Kunst von zumeist Schweizer Künstlerinnen und Künstlern, publiziert und war oder ist in mehreren Kunststiftungen aktiv.

## Schriften (Auswahl)
- James Ensor. Guido Magnaguagno et al., Katalog zur Ausstellung im Kunsthaus Zürich und dem Koninklijk Museum voor Schone Kunsten Antwerpen, Kunsthaus Zürich 1983.
- Edvard Munch. Guido Magnaguagno (Hrsg.), Ausstellungskatalog, Museum Folkwang Essen, Kunsthaus Zürich, 1987.
- Die Sammlung Bührle: Raubkunst und Fluchtgut. In:  Thomas Buomberger, ders. (Hrsg.): Schwarzbuch Bührle. Raubkunst für das Kunsthaus Zürich?, Rotpunktverlag, Zürich 2015, ISBN 978-3-85869-664-9, S. 105–127.